# Sånger om Anne-Marie och andra häxor
Sånger om Anne-Marie och andra häxor är ett svenskt musikalbum från 1979 av Kjerstin Norén och Damorkestern.
Norén hade tidigare varit medlem i Röda Bönor och den fiktiva personen Anne-Marie förekom även i deras texter. En stor del av visorna på Noréns soloalbum har italienskt ursprung, vilket speglar hennes intresse för den italienska kvinnorörelsen (hon hade året innan, tillsammans med Si Felicetti, utgivit boken Vi är många, mer än hälften). Damorkestern bestod huvudsakligen av medlemmar av gruppen Husmoderns bröst. För arrangemanget stod Kjerstin Norén, Maria Lindström och Marie Larsdotter. Inspelningen skedde vintern 1979 på Flansbjerg i Skåne samt i Nacksvings studio i Göteborg. Inspelningstekniker och mixare var Johannes Leyman. Skivbolag var Amalthea (AM8). 

## Låtlista

### Sida A
1. Tredje sången om Ann-Marie (Norén, 4:08)
2. Tidsmelodi	(Norén, 1:10)
3. Anne-Marie är ute och reser (Norén, 3:05)
4. Av vår kärlek blir hon stor (Della Mea – Norén, 2:18)
5. Männen i mitt liv (Norén, 3:23)
6. Hemligheten (Sonnino – Norén, 5:49)

### Sida B
1. Nutida skillingtryck av Claudia Caputi	(trad. – Norén, 8:00)
2. Hans hjärta (Pietrangeli – Norén, 2:09)
3. Det flyger en fågel (trad.  – Norén, 3:25)
4. Gud nåde me arma flecka (trad., 1:18)
5. Ibland blir vi trötta(trad. – Norén, 1:59)
6. Brev till Michele (Della Mea – Norén, 3:33)

## Medverkande musiker
- Mona Eklund (dragspel)
- Dan Hylander (akustisk gitarr, B2, B5)
- Cecilia Lindquist - altblockflöjt
- Els-Marie Holmberg (cello, kontrabas)
- Lisbeth Hultén (klarinett, trummor)
- Kina Malmgren (elbas)
- Johannes Leyman (synthesizer  B2, B5)
- Maria Lindström (sång, akustisk gitarr, bouzouki, elgitarr, percussion)
- Kjerstin Norén (sång, akustisk gitarr, percussion)
- Marie Larsdotter (sång, elpiano, flöjt, percussion)